# Jia Fangfang
Jia Fangfang (chiń. upr. 贾芳芳; pinyin Jiǎ Fāngfāng; ur. 13 sierpnia 1994 r. w Wenzhou) – chińska gimnastyczka występująca w tumblingu i gimnastyce sportowej, dziesięciokrotna mistrzyni świata, dwukrotna złota medalistka World Games.
W 2013 roku Cali na World Games zdobyła złoty medal w tumblingu. Cztery lata później we Wrocławiu powtórzyła ten sukces.